# Marg Helgenberger
Mary Marg Helgenberger (Fremont, Nebraska, 16 de noviembre de 1958) es una actriz estadounidense, conocida por su papel de Catherine Willows en la serie CSI. Ha trabajado en cine y televisión. La mayoría de su carrera la ha realizado con papeles dramáticos, especialmente para la televisión, aunque ha tenido una significativa presencia en películas con carácter.

## Biografía
Helgenberger se graduó en drama en la Northwestern University, un buscador de talentos la reclutó allí para la telenovela Ryan`s Hope (1975) en la que trabajó durante cuatro años. 
En 1984, conoció a Alan Rosenberg, actor invitado en Ryan's Hope. Se reencontraron en 1986 iniciando una relación de pareja, y se casaron en 1989. El 21 de octubre de 1990 nació su hijo, Hugh Howard Rosenberg, nombrado así en honor del padre de Marg, Hugh Helgenberger. La pareja se separó el 25 de marzo de 2009, Helgenberger pidió el divorcio.
Durante los años 1990 Helgenberger realizó numerosos papeles en películas para televisión y como estrella invitada en series del mismo género. En particular apareció en películas realizadas para las empresas Lifetime y Showtime de televisión por cable. Tuvo excelentes críticas por sus participaciones en In Sickness and in Health (1992, TV), Thanks of a Grateful Nation (1998, TV) y Perfect Murder, Perfect Town: JonBenét and the City of Boulder (2000, TV).
Ganó un premio Emmy por su actuación como una prostituta que trabaja con los soldados estadounidenses durante la guerra de Vietnam, en la serie China Beach (1988). También apareció en cinco episodios de la serie de televisión ER (1994) junto a George Clooney.
En películas para la pantalla grande, Helgenberger ha aparecido en Always (1989), Species (1995) y en Good Company (2004). 
Su salto a la fama en el cine se produjo con su papel como víctima en la mayor contaminación química conocida en Estados Unidos, en la popular película Erin Brockovich (2000), junto a Julia Roberts. 
Helgenberger es principalmente conocida por su papel de investigadora en CSI: Crime Scene Investigation (2000). Compartió en 2005 el Premio del Sindicato de Actores al mejor reparto en una serie dramática. 
Su madre ha luchado contra el cáncer de mama durante más de 30 años, por lo que Marg se ha mostrado muy activa en el apoyo a la investigación de esta enfermedad.

## Filmografía

### Cine
- A Dog's Journey (2019) ... Hannah
- Wonder Woman (2009) ... Hera
- Columbus Day (2008) .... Alice
- Mr. Brooks (2007) .... Emma Brooks
- In good company (2004) .... Ann
- Erin Brockovich (2000) .... Donna Jensen
- Lethal Vows (1999) .... Ellen Farris
- Species II (1998) .... Dr. Laura Baker
- Fire Down Below (1997) .... Sarah Kellogg
- The Last Time I Committed Suicide (1997) .... Lizzy
- My Fellow Americans (1996) .... Joanna
- Just Looking (1995) .... Darlene Carpenter
- Species (1995) .... Dr. Laura Baker
- Dos policías rebeldes (1995) .... Alison Sinclair
- Blind Vengeance (1994)
- The Cowboy Way (1994) .... Margarette
- Distant Cousins (1993) .... Connie
- Crooked Hearts (1991) .... Jennetta
- Always (1989) .... Rachel
- After Midnight (1989) .... Alex

### Televisión
- Under the Dome (2015) .... Christine Price
- Intelligence (2014) .... Lilian Strand
- CSI: Crime Scene Investigation (2000-2012) .... Catherine Willows
- Perfect Murder, Perfect Town (2000) .... Patsy Ramsey
- Partners (1999) .... Eve Darrin
- Lethal Vows (1999) .... Ellen Farris
- Happy Face Murders (1999) .... Jen Powell
- Giving Up the Ghost (1998) .... Anna
- Thanks of a Grateful Nation (1998) .... Jerrilynn Folz
- Gold Coast (1997) .... Karen DiCilia
- Murder Live! (1997) .... Pia Postman
- Conundrum (1996).... Rose Ekberg
- ER (1996).... Karen Hines
- Inflammable (1995) .... Lt. (j.g.) Kay Dolan
- Keys (1994) .... Maureen 'Kick' Kickasola
- Where Are My Children? (1994) .... Vanessa
- Lie Down with Lions (1994) .... Kate Nessen
- Fallen Angels (1993) .... Eve Cressy
- When Love Kills: The Seduction of John Hearn (1993) .... Debbie Banister
- Los Tommyknockers (1993) .... Bobbi Anderson
- Through the Eyes of a Killer (1992) .... Laurie Fisher
- In Sickness and in Health (1992) .... Mickey
- Death Dreams (1991) .... Crista Westfield
- Blind Vengeance (1990) .... Virginia Whitelaw
- China Beach (1988) .... K.C. (Karen Charlene) Koloski
- Shell Game (1987) .... Natalie Thayer
- Ryan's Hope (1982-1986) .... Siobhan Ryan Novak